# 國立花蓮高級工業職業學校
國立花蓮高級工業職業學校，簡稱為花蓮高工或花工，是一所位於臺灣花蓮縣花蓮市的技術型高級中等學校，為臺灣早期的八大省工之一。日治時期1940年4月創校，名為「花蓮港廳立花蓮港工業學校」。

## 教學單位
- 機械科
- 製圖科[2]
- 汽車科[3]
- 資訊科
- 電子科
- 電機科
- 建築科[4]
- 化工科[5]
- 機電科

## 外部連結
- 國立花蓮高級工業職業學校（页面存档备份，存于）
- 國立花蓮高級工業職業學校校友會 （页面存档备份，存于）